# 鈴木禎宏
鈴木 禎宏（すずき さだひろ、1970年 - ）は、日本の文学研究者、比較文学者。お茶の水女子大学教授。専門は比較文学、比較文化。博士（学術）。

## 来歴
1970年、千葉県生まれ。1994年、東京大学教養学科(比較日本文化論)を卒業。同大学大学院比較文学比較文化学科に進み、1999年に博士課程単位取得満期退学。
2001年、お茶の水女子大学生活科学部専任講師となった。2002年、バーナード・リーチに関する研究の学位論文を提出して博士（学術）学位を取得。2004年に生活科学部助教授、2007年に准教授、2021年に教授昇進。学界では、ジャポニスム学会監事をつとめている。また、「新しい文化政策プロジェクト」を通じて文化政策についても提言をしている。

## 受賞・栄典
※『バーナード・リーチの生涯と芸術』により下記3章を受賞
- 2006年：サントリー学芸賞[4]
- 2006年：ジャポニスム学会賞[5]
- 2007年：日本比較文学会賞[6]

## 著作

### 単著
- 『バーナード・リーチの生涯と芸術 ：「東と西の結婚」のヴィジョン』〈人と文化の探究 1〉ミネルヴァ書房 2006年[7]。ISBN 978-4623043040

### 共著
- エドモンド・ドゥ・ヴァール（英語版）『バーナード・リーチ再考：スタジオ・ポタリーと陶芸の現代』思文閣出版 2007年。ISBN 978-4784213597

※訳：北村仁美・外館和子／監訳・解説：金子賢治／解説：鈴木禎宏　

### 共編著
- 『欧州航路の文化誌：寄港地を読み解く』橋本順光共編著 青弓社 2017年[8]。ISBN 978-4787220691